# Вілямувка
Вілямувка (пол. Wilamówka) — село в Польщі, у гміні Тшцянне Монецького повіту Підляського воєводства.
Населення — 106 осіб (2011).
У 1975-1998 роках село належало до Білостоцького воєводства.

## Демографія
Демографічна структура станом на 31 березня 2011 року:
|          | Загалом | Допрацездатний вік | Працездатний вік | Постпрацездатний вік |
| -------- | ------- | ------------------ | ---------------- | -------------------- |
| Чоловіки | 54      | 11                 | 35               | 8                    |
| Жінки    | 52      | 15                 | 25               | 12                   |
| Разом    | 106     | 26                 | 60               | 20                   |